# Thubten Gyatso
Thubten Gyatso (12. februar 1876 – 17. december 1933) var den 13. inkarnation af Dalai Lama. Han blev fundet af den 10. inkarnation af Panchen Lama, Tenpai Wangchuk, i 1878. Efter Thubten Gyatsos død varede det syv år, før den nuværende Dalai Lama blev fundet.